# Eckersmühlen
Eckersmühlen is een plaats in de Duitse gemeente Roth, deelstaat Beieren, en telt 2733 inwoners (2008).